# Paolo De Matteis

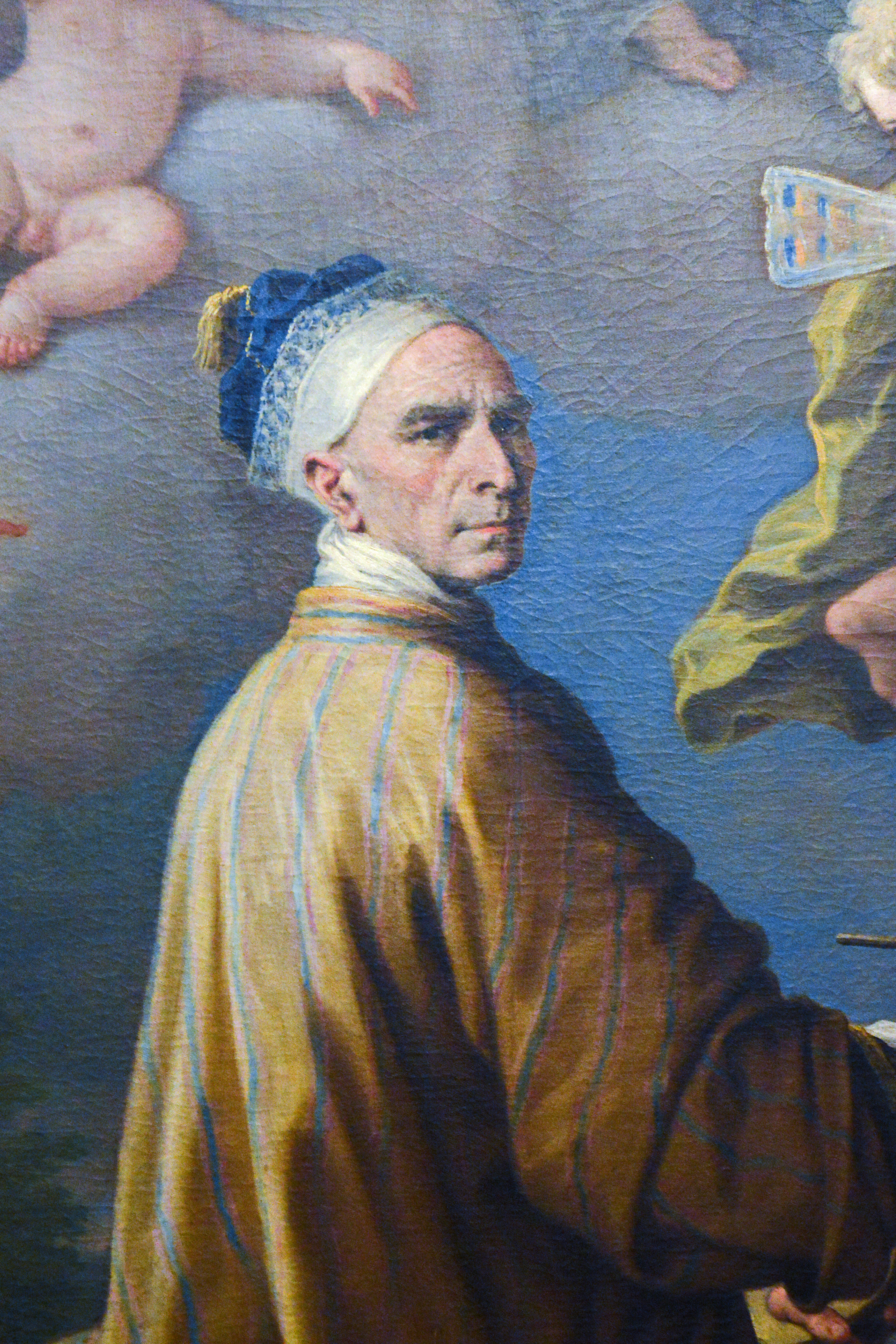
Selbstbildnis im Museo di Capodimonte, Neapel

Paolo De Matteis (* 9. Februar 1662 in Piana del Cilento; † 26. Juli 1728 in Neapel) war ein italienischer Maler des Hoch- und Spätbarock.

## Leben
Seine Ausbildung genoss er in Neapel zunächst bei Francesco di Maria und dann bei Luca Giordano. In Rom bildete er sich in der Werkstatt von Giovanni Maria Morandi weiter. Zurück in Neapel arbeitete er für den Hof des Vizekönigs und betätigte sich als Maler von Tafelbildern und Fresken für Kirchen in Neapel, Kalabrien und Genua. Gerühmt wurden die korrekten Zeichnungen seiner Malereien, sein zartes Kolorit und die Schnelligkeit seiner Arbeit; so soll er die Kuppel der Kirche Gesù Nuovo in Neapel innerhalb von zwei Wochen ausgemalt haben (nicht erhalten).
1702 bis 1705 wurde er an den Hof des Dauphin Louis de Bourbon nach Frankreich berufen. Weitere Aufträge führten ihn nach Österreich, Spanien, England und abermals Frankreich. 1723 bis 1725 war er auf Einladung von Papst Innozenz XIII. in Rom tätig, anschließend nahm er wieder in Neapel seinen Wohnsitz.
Paolo De Matteis hatte zahlreiche Schüler und Mitarbeiter, so seine Töchter Emmanuella, Felice und Mariangela sowie Inazio de Oliveira, Giuseppe Mastroleo, Nicolas de Filippi
Bernardo Peresi und die Brüder Francesco, Gennaro, Giovanni und Antonio Sarnelli.

## Werke in Kirchen (Auswahl)
- Abtei von Montecassino: Gemälde „Mariä Himmelfahrt“
- Chiesa di San Ferdinando in Neapel: Decken-, Kuppel- und Wandfresken (1695–1698)
- Chiesa di San Sebastiano (Guardia Sanframondi): Deckenfresko
- Chiesa del Gesù Nuovo oder Trinita Maggiore (Neapel): Deckenfresko (1722–30)
- SS. Apostoli (Neapel): Gemälde von 1713, 1718 und 1720
- Santa Caterina a Formiella (Neapel): Kuppelfresko „Dreifaltigkeit und Gottesmutter“
- Santa Maria del Carmine (Neapel) Gemälde „Heilige Anna“
- Basilica concattedrale di Santa Maria della Pace (Campagna): „Santa Maria Domenica“
- San Gregorio Armeno (Neapel): „Szenen aus dem Leben der Maria“

## Werke in Museen (Auswahl)

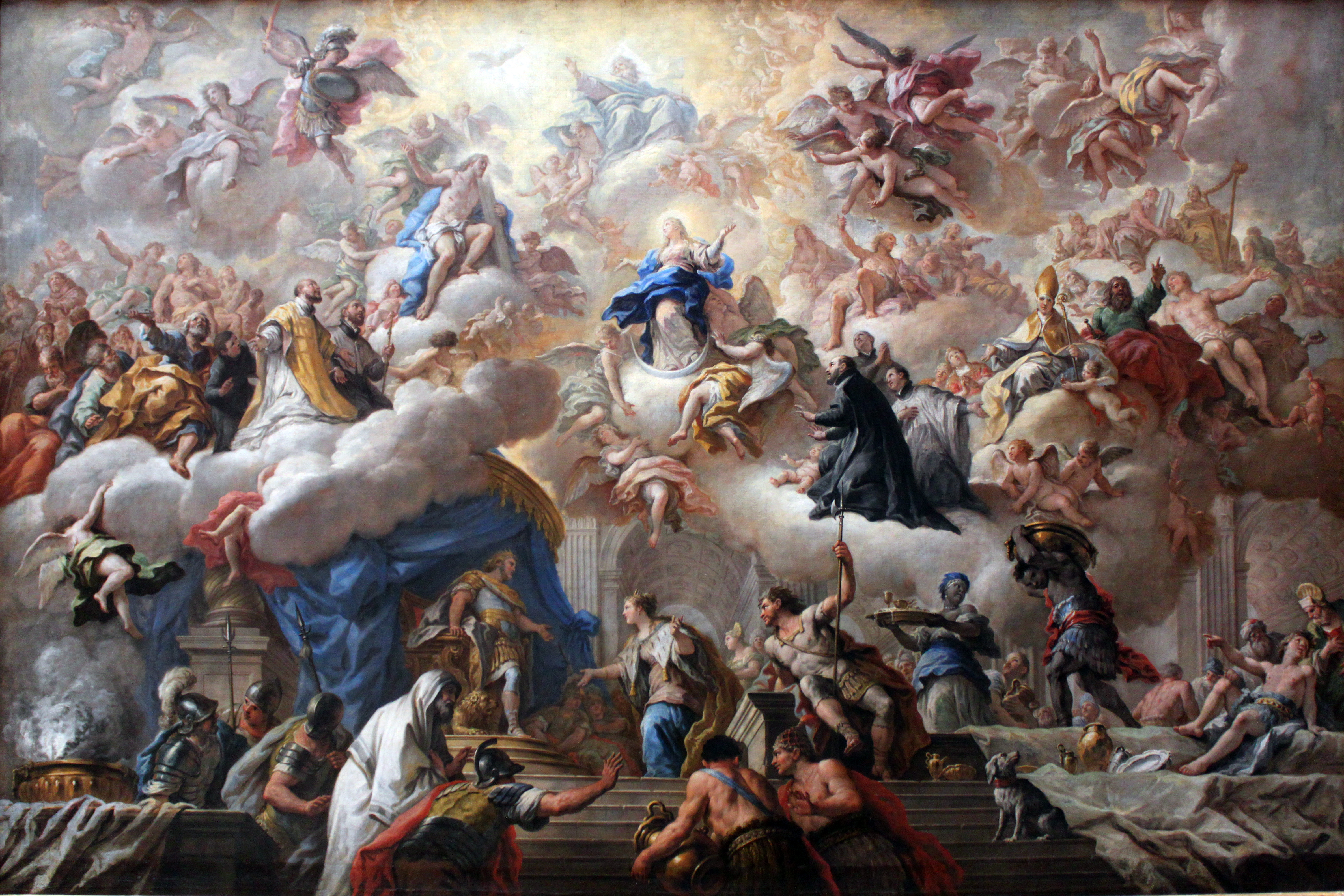
Der Triumph der Immaculata, 1710–15

- Palazzo del Seminario Lecce: „Die Wunder des Hl. Gregor“ (1696)
- Erzbischöflicher Palast Ascoli Satriano: „Madonna del Rosario“ (1707)
- Museum of Fine Arts Boston: „Mariä Himmelfahrt“ (1707)
- Paul Getty Museum Los Angeles: „Allegorie der Weisheit“
- Gemäldegalerie Berlin: „Der Triumph der Immaculata“, 1710–1715
- Saint Louis Art Museum: „Verkündigung“ (1712)
- Galleria Nazionale Urbino: „Venus übergibt Aeneas die Waffen“ (1712)
- Kunsthistorisches Museum Wien: „Mystische Verlobung der Hl. Katharina“ (1712)
- Kunsthistorisches Museum Wien: „Erminia bei den Hirten“ (1715)
- Museo di Capodimonte, Neapel: „Selbstporträt“.
- Beim Selbstporträt handelt es sich um einen Ausschnitt eines großen Gemäldes, das den Frieden von Rastatt (1714) glorifiziert. De Matteis sitzt in Hauskleidung an der Staffelei und malt ein symbolisches Bild: Zwei Frauen – links mit Doppeladler die Verkörperung von Österreich, rechts Frankreich (mit Löwe) – reichen sich die Rechte.
- und „Heimsuchung“ (Maria und Elisabeth)
- Museo Carmelitano Pastrana „Hl. Therese von Avila“ und „Santa Maria del Carmine“ (1717)